# Династія Карнат
Династія Карнат — середньовічна держава в північній Індії і південному Непалі.

## Історія
Точне походження Карнатів все ще залишається предметом обговорень, однак написи династії Сена називають Наньядеву (засновника династії) Карната-Кулабхусаною, що вказує на те, що він походив з півдня Індостану. Припускають, що він брав участь в поході магараджахіраджи Вікрамадітьї VI (з династії Західні Чалук'ї) проти династій Пала і Сена. Наньядева встановив своє панування над Біхаром, ймовірно, за допомогою Вікрамадитьї VI, визнавши зверхність останнього. На північному заході було засновано столиці Нанапур. Пізніше столицю було перенесено до Сімраонгарха.
Наступні правителі Карната вели запеклі війни з династією Сена, але вже були незалежними від Західних Чалук'їв. У 1140-х роках на деякий час визнає зверхність Сени. У 1180-х роках почалися нові війни з останньою. Занепад династії Сена у 1204—1205 роках внаслідок поразок від Делійського султаната сприяв відновленню незалежності династії Карнат.
1324 року після придушення повстання в бенгалії султан Ґіятх ал-Дін Туґлак рушив проти Карнатів. Магараджа Гарісімхадева без бою кинув свою столицю Сімраонгарх, втікши до держави Малла. Окремі представники династії панували в невеличких раджествах в Біхарі до XV ст.

## Територія
Охоплювала території сучасного регіону Мітхіла в Індії та центральну частину південного Непалу. Кордонами слугували річки Махананда на сході, Ганг на півдні, Ґандакі на заході та гори Гімалаї на півночі.
Мала головну столицю — Сімраонгарх (в сучасному районі Бара, Непал) та другу — Дарбханга (в сучасному Біхарі, Індія).

## Магараджи
- Наньядева (1097—1147)
- Гангадева (1147—1187)
- Нарсімхадева (1187—1227)
- Рамасімхадева (1227—1285)
- Шактісімхадева (1285—1295)
- Гарісімхадева (1295—1324)

## Культура

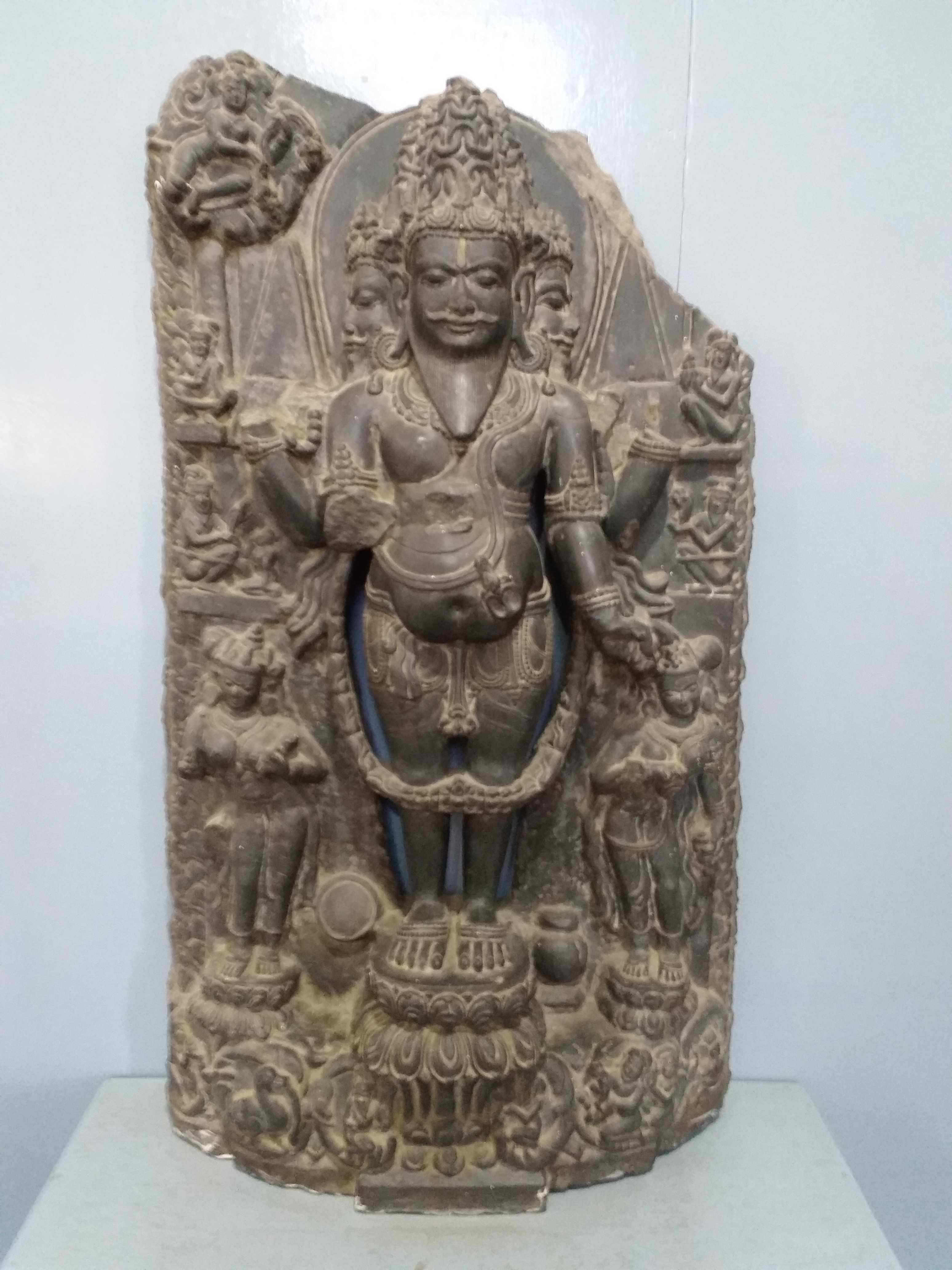
Статуя Брахми з Сімраонгарха

Значний розвиток набула мова майтхілі, автори що складали нею твори отримували підтримку представників династії. Найвідомішим є письменник Джйотірішвар Тхакур, автор «Варна Ратнакара». У XII ст. Гангеша Упадх'яя заснував школу логіки Нав'я-Н'яя, яка діяла до XVIII ст.
Архітектура і скульптура нагадують мистецтво Пала-Сена. Кам'яні статуї Сур'ї, Вішну, Ганеша, Ума-Махешвара тощо були знайдені у великих кількостях